# Wiesław Popik

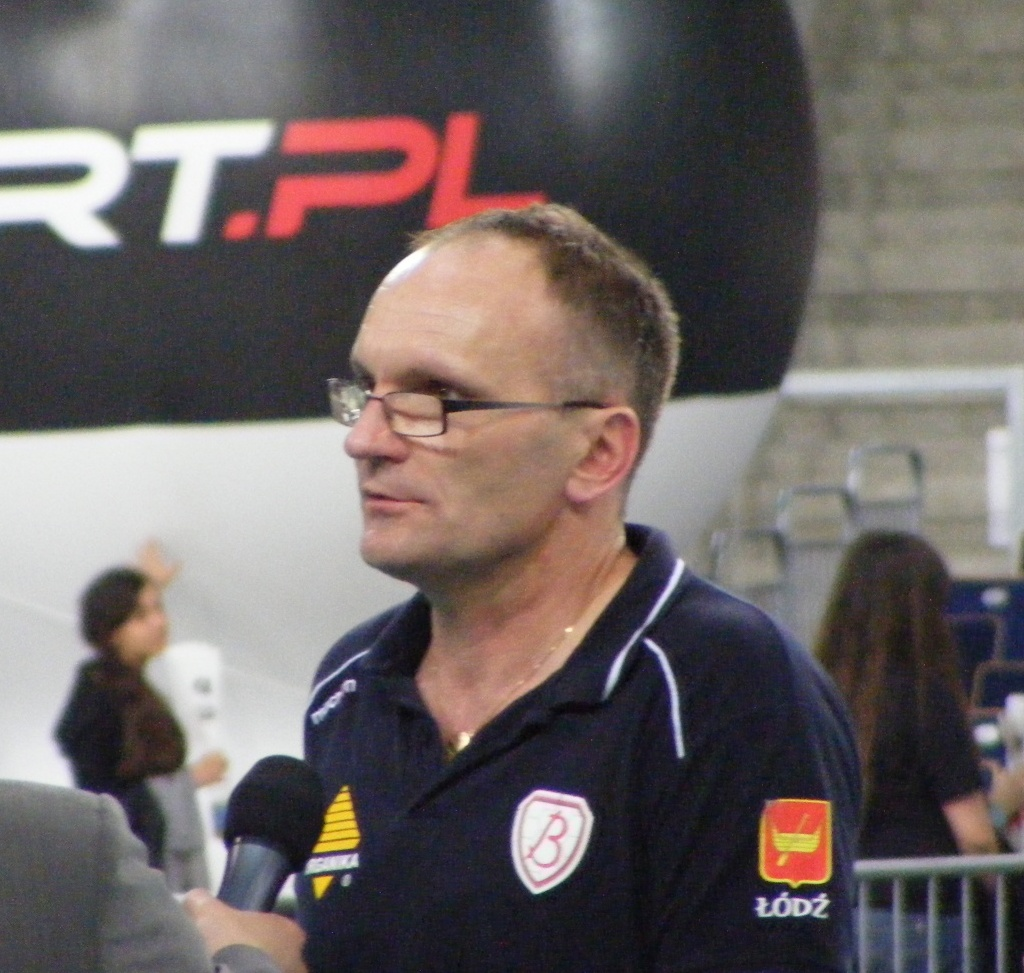
Wiesław Popik trenerem Organiki Budowlanych Łódź

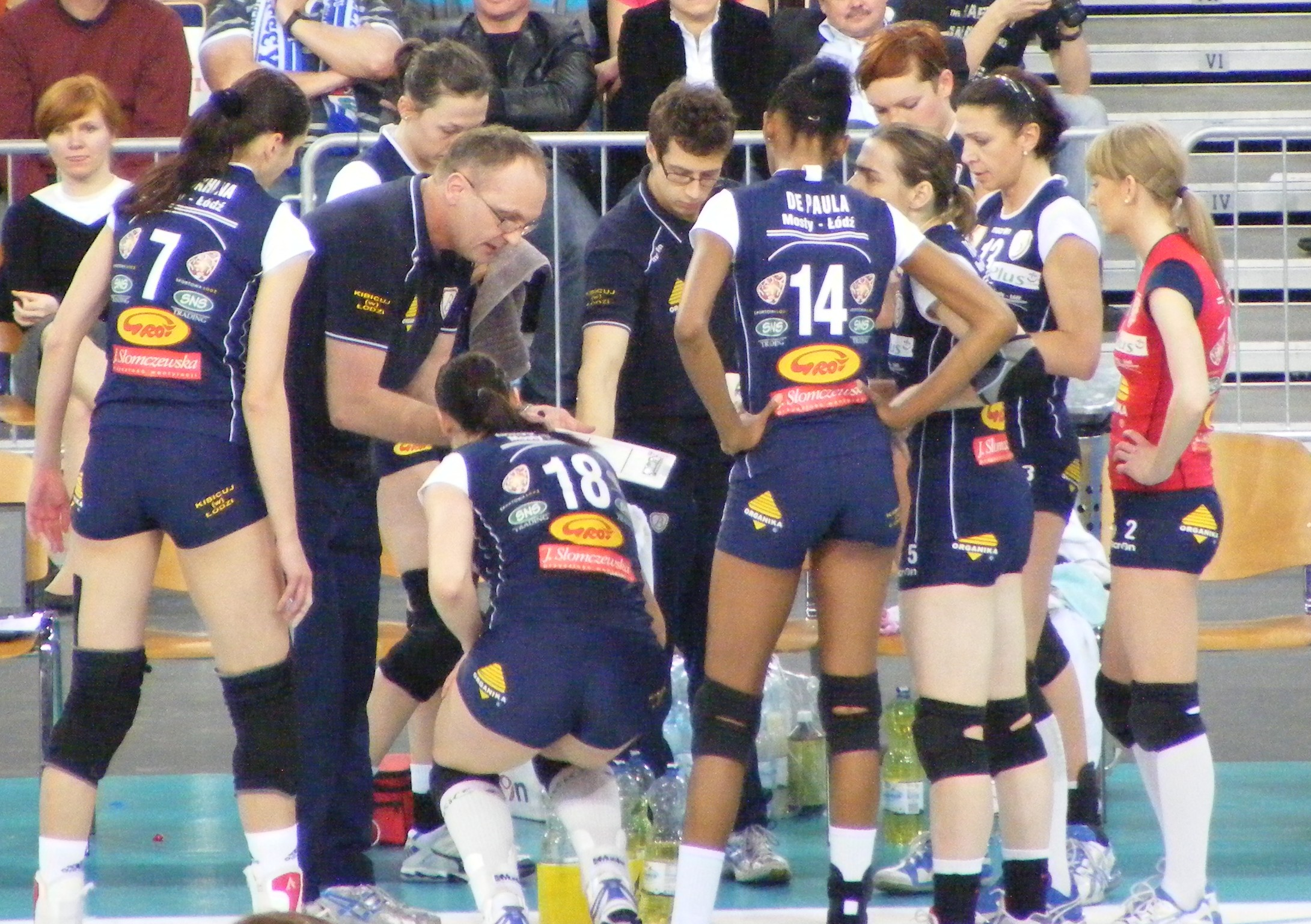
Wiesław Popik trenerem Organiki Budowlanych Łódź

Wiesław Popik (ur. 6 września 1962 w Ziębicach) – polski siatkarz, grający na pozycji środkowego, trener siatkówki mężczyzn i kobiet.
Przez spory okres życia związany z Bielskiem-Białą, do której trafił jako dziecko.
Absolwent przyzakładowej placówki edukacyjnej Bielskiej Fabryki Maszyn Włókienniczych „BEFAMA” (obecnie Zespół Szkół Technicznych i Handlowych w Bielsku-Białej).
W roku 1990 ukończył studia na kierunku trenerskim na katowickiej AWF, gdzie studiował pod kierunkiem Huberta Wagnera.
Jego syn Kacper, również jest siatkarzem i gra na pozycji rozgrywającego. Córka Martyna była zawodniczką drużyny uniwersyteckiej na Indiana University. 

## Kariera zawodnicza
Jako zawodnik występował łącznie przez dziewiętnaście sezonów. Większość kariery spędził w klubach BBTS Włókniarz Bielsko-Biała i Baildon Katowice.

### Sukcesy klubowe
I liga seria B:
- 1992, 1998

I liga seria A:
- 1993

Puchar Polski:
- 1994

## Kariera trenerska
| Lata                      | Klub/Reprezentacja                      | Płeć      |
| ------------------------- | --------------------------------------- | --------- |
| 2000–2005                 | BBTS Siatkarz-Original Bielsko-Biała    | mężczyźni |
| 2005–2007                 | BKSCh Delecta Bydgoszcz                 | mężczyźni |
| 2007–2008                 | MKS Dąbrowa Górnicza                    | kobiety   |
| 2008–2009 (od 03.12.2008) | Stal Mielec                             | kobiety   |
| 2009–2011 (do 13.02.2011) | Organika Budowlani Łódź                 | kobiety   |
| 2011–2015                 | Reprezentacja Polski (asystent trenera) | kobiety   |
| 2012–2013                 | BKS Aluprof Bielsko-Biała               | kobiety   |
| 2013–2014                 | PGNiG Nafta Piła                        | kobiety   |
| 2014–2022                 | SMS PZPS Szczyrk                        | kobiety   |
| 2015                      | Reprezentacja Polski Juniorek           | kobiety   |
| 2017                      | Reprezentacja Polski Juniorek           | kobiety   |
| 2022                      | Reprezentacja Polski Juniorek           | kobiety   |
| 2022–2023 (do 09.11.2023) | ITA TOOLS Stal Mielec                   | kobiety   |

Po zakończeniu kariery zawodniczej w 2000 roku został trenerem siatkówki. W sezonach 2000/2001 – 2005/2006 prowadził jako pierwszy trener zespół BBTS Siatkarz-Original Bielsko-Biała. Jako młody stażem szkoleniowiec odniósł spory sukces, bo w sezonie 2003/2004, wprowadził klub z Bielska do Polskiej Ligi Siatkówki, jak się później okazało tylko na ten jeden rok. W trakcie sezonu 2005/2006 przeszedł z BBTS Siatkarza do BKSCh Delecty Bydgoszcz i również w nim objął funkcję pierwszego trenera. Już w pierwszym sezonie swojej pracy w Bydgoszczy wprowadził zespół, po raz pierwszy w jego historii, do ekstraklasy.
Po zakończeniu sezonu 2006/2007 zrezygnował z dalszego prowadzenia drużyny Delecty i w sezonie 2007/2008 podjął pracę pierwszego trenera w zespole beniaminka Ligi Siatkówki Kobiet – MKS Dąbrowa Górnicza. Z drużyną tą zajął 5. miejsce w klasyfikacji końcowej. W trakcie sezonu 2008/2009 został pierwszym szkoleniowcem klubu Stal Mielec, zastępując na tym stanowisku Romana Murdzę. Utrzymał Stal w PlusLidze Kobiet po wygranych barażach z Calisią Kalisz i Piastem Szczecin. Od sezonu 2009/2010 przez półtora roku prowadził drużynę Organikę Budowlani Łódź, z którą wywalczył czwarte miejsce w lidze oraz zdobył Puchar Polski.
Od 28 czerwca 2011 do 8 lipca 2011 objął tymczasowo reprezentację Polski kobiet. Od 8 lipca 2011 był asystentem trenera reprezentacji Polski Alojzego Świderka.
W sezonie 2012/2013 wrócił do Bielska, prowadząc zespół BKS Aluprof Bielsko-Biała. Od początku sezonu 2013–2014 był pierwszym trenerem drużyny PGNiG Nafta Piła.
Obecnie jest pierwszym szkoleniowcem polskiej kadry juniorek, oraz jednym ze szkoleniowców w Szkole Mistrzostwa Sportowego Polskiego Związku Piłki Siatkowej w Szczyrku.

### Sukcesy klubowe
mężczyźni
I liga:
- 2003, 2006

kobiety
Puchar Polski:
- 2010[4]

I liga:
- 2023[5]

### Sukcesy reprezentacyjne
Mistrzostwa Europy Juniorek:
- 2022[6]